# Рюриково городище
Рю́риково городи́ще (Городи́ще) — торгово-ремесленный и военно-административный центр Приильменья, городище, археологический памятник IX века. Находится на территории современного Великого Новгорода, в 2 км к югу от центра города, при истоке реки Волхов из озера Ильмень (напротив Юрьева монастыря). Известно в том числе как резиденция новгородских князей, с которой связаны многие имена известных политических деятелей Древней Руси.
По числу находок скандинавского круга древностей в культурных слоях поселений (0,5 — 1,5 % от общего числа находок) Рюриково Городище, наряду с Гнёздовом на Днепре, является самым богатым на территории Восточной Европы. Они непосредственно следуют за такими центрами самой Скандинавии, как Бирка и Хедебю.

## Название
До XIX века урочище, как и прилегающее село, называлось просто Городище. Слово Рюриково появилось в краеведческой литературе в начале XIX века, под влиянием легенд, отождествлявших это место со столицей государства Рюрика после призвания варягов. В. Л. Янин писал: «Городище, которое так именовалось и в XII веке, что свидетельствует о большой древности этого пункта, однако никогда не называлось Рюриковым; это добавление к своему названию, явившееся плодом учёных реминисценций дилетантов, оно получило лишь в краеведческой литературе XIX—XX веков». Древние слои на Городище не имеют прямых генетических связей с ранними новгородскими древностями.

## История
Рюриково Городище 1 эпохи раннего металла — раннего железного века имеет культурный слой со штрихованной керамикой, относящейся к первым векам нашей эры.
Рюриково Городище 2 VII—VIII (после калибровки был определён более точный интервал: 666—771 годы) веков было городком холмового типа, укреплённым ступенчатыми эскарпами. Подобная эскарпировка обнаружена в Хотомельском городище. Имело наибольшее сходство со ступенчатыми укреплениями Бронницкого городища в Восточном Приильменье (село Бронница на реке Мста) и аналогичными укреплениями городища Городок на Маяте (юго-восточное Приильменье). Вероятно, что-то подобное существовало в VIII в. и в городище Холопий Городок на Волхве. Наряду с последним, холмовое укрепление Рюрикова Городища 2 является на Ильмене одним из самых поздних памятников, выполненных в этой архаичной фортификационной технике
Рюриково Городище 3 теряет своё военное значение, а его центральная часть распахивается. Датировка предположительно определена в рамках VIII—IX вв.
Рюриково Городище 4 имеет культурный слой с исключительно лепной гладкостенной керамикой и датируется VII—IX веками.
На Благовещенском раскопе под древнейшим укреплением (под Городищенским валом, укреплённым бревенчатыми срубами) археологами был найден культурный слой небольшого по размерам городка ильменских словен со славянской лепной керамикой и со следами пожара. Слой датируется VIII — первой половиной IX века.
В 1970-х годах в результате раскопок был выявлен ров, где в 2002—2003 годах были обнаружены остатки деревоземляных укреплений IX века.
Рюриково Городище 5, имевшее деревянную стену на валу, в IX—X веках являлось первым предгородским поселением на территории к югу от Славенского конца нынешнего Великого Новгорода. Поселение занимало мысовую часть возвышенности, расположенную на низменном острове среди заливаемой поймы. Первоначальная площадь поселения составляла до 1—1,2 га. Ширина Городищенского вала на Благовещенском раскопе в северо-западной части Рюрикова городища достигала восьми метров, а высота могла достигать пяти метров. Центральная часть поселения Рюриково Городище 5 была укреплена подковообразным рвом и валом с деревянными конструкциями внутри. Деревоземляные укрепления состояли из двух рядов деревянных конструкций. Внутренний ряд состоял из трёхстенных дубовых срубов, незамкнутых со стороны холма. Перед рядом трёхстенных срубов были расчищены остатки второй, внешней полосы деревянных конструкций. Её наружная, обращённая ко рву сторона была в древности полностью разрушена. От неё уцелели ряды поперечных стенок, находившиеся в 1—2 м друг от друга. Эти конструкции поднимались рядами вверх на высоту не менее 4 м. Срубы, как и пространство между ними, были заполнены красноватой супесью. В 2021 году 6,5 м от внутренних деревянных конструкций (городней) и в 2 метрах от края рва in situ нашли одно из прясел внешнего сооружения. Между деревоземляными укреплениями и рвом существовала площадка — берма. Восемь дендрохронологических дат с этого укрепления попадают в узкий хронологический интервал с 858 по 861 год. Крепость была построена небрежно, продольных пазов для подгонки брёвен не делалось. Из-за несовершенства конструкции верхние части крепости стали заваливаться в ров, нижние же части стали проседать и заплывать культурным слоем. К концу IX века это оборонительное сооружение, построенное на песке, прекратило своё существование. Ров к этому времени достаточно заплыл, и на рубеже IX—X веков в нём строят наружные хлебные печи.
При раскопках найдены роговой наборный гребень, покрытый плетёным орнаментом, и ладейные заклёпки. С инженерной точки зрения укрепления Рюрикова городища с их открытым в сторону большой воды подковообразным валом, с включённым в огороженное пространство участком пойменной береговой черты, схожи по планировке с D-образными западнославянскими укреплениями, возведёнными на низких речных берегах между Вислой и Эльбой, а также с полукольцевыми укреплениями викингов в Рептоне, Уимблингтоне, Шиллингтоне, Аннагассане. Рюриково городище, как и городища Георгий и Сергов городок на реке Веряже, фактически представляют собой укреплённые корабельные стоянки. Наиболее похожими на ранние укрепления Рюрикова городища являются более поздние укрепления на Старокиевской горе.
Хлебопекарная печь в низкой части поселения на Городище дендрохронологически датируется по забору последним десятилетием IX века (получены три дендродаты по спилам — 889, 896 и 897 год) и имеет полные аналоги в Гданьске и Щецине, что свидетельствует о прямых связях со славянским южнобалтийским регионом. От этого времени в слоях сохранились органические остатки, что ставит материалы раскопок памятника в один ряд с материалами раскопок Старой Ладоги и Новгорода. Ниже датированных остатков дерева имеется культурный слой мощностью не менее 1 метра.
В 2021 году на северном берегу Сиверсова канала были продолжены исследования остатков укреплений в мысовой части Рюрикова Городища, которые были законсервированы в 2003 году из-за высокого уровня воды в Волхове. Основным результатом работ 2021 года явилось открытие цокольной части прясла стены, стоящей на материке в непотревоженном виде. В результате раскопок было установлено существование грандиозного оборонительного сооружения, которое к концу IX века прекратило свое существование. В результате построения дендрохронологической шкалы по дубу О. А. Тарабардиной крепостные сооружения Рюрикова городища получили абсолютную дату 858—862 годы.
Согласно Ипатьевскому, поздним Хлебниковскому и Московско-академическому спискам, а в Новгородской первой летописи, Рюрик пришёл в Новгород. Согласно Лаврентьевскому списку, он приходит в Ладогу.
Согласно одной из версий толкования «Повести временных лет» о призвании новгородцами князя Рюрика в 862 году княжеская резиденция располагалась именно на Городище.
В 2020 году на дне рва Рюрикова городища была найдена счётная бирка, которая датируется концом IX века. Эта находка является самой древней из аналогичных находок на территории России.
Городище имело чрезвычайно выгодное расположение, так как его территорию со всех сторон защищали водные рубежи. С городищенского холма было легко контролировать проход судов из Волхова в озеро Ильмень. На противоположном берегу Волхова выше по течению от Городища находились славянские языческое святилище Перынь и селище на реке Прость. Одним из важнейших видов деятельности населения было ремесло (бронзолитейное, косторезное и др.). К рубежу IX—X веков некогда мощная дерево-земляная крепость пришла в запустение и сильно разрушилась.
При археологических исследованиях слоёв IX—XI веков обнаружено значительное количество находок военного снаряжения и одежды скандинавов, обнаружены арабские, византийские и западноевропейские монеты (в том числе три клада дирхемов, два из которых датируются (концом 850 годов и концом 860 годов, а третий — X веком), стеклянные, сердоликовые и хрустальные бусы, скорлупы грецких орехов и косточки миндаля, предметы скандинавских и общебалтийских типов (равноплечные, скорлупообразные и кольцевидные фибулы, железные гривны с молоточками Тора, две бронзовые подвески с руническими надписями (причём одна скопирована с другой), серебряная фигурка Валькирии и др.), части весов, весовые гирьки, гребни фризского типа, деревянные игрушечные мечи, глиняные грузила от вертикальных ткацких станков, древнерусские стеклянные браслеты, тигли, льячки, пряслица, счётные бирки, навершия с зооморфными изображениями, берестяные донца и крышки с процарапанными на них знаками, обломки амфор. По числу втульчатых двушипных наконечников стрел, характерных для западных славян, Рюриково городище явно выделяется среди памятников лесной зоны Восточной Европы, где их находки единичны.
В 2006 году на раскопках были найдены амфоры, изготовленные в 1-м — 2-м тысячелетиях до н. э., фрагменты расписных византийских кубков, арабские и византийские монеты средины IX века.
Рюриково Городище 6 в X веке переживало свой расцвет.
В 1999 году на северном берегу Сиверсова канала in situ в кв. 33 был найден моржовый клык («рыбий зуб») с процарапанными знаками (трискелион («трёхногий» треугольник) слева и нефигуративный знак справа). Судя по стратиграфии, клык может быть датирован первой половиной X века.
В конце X века Городище, сохранив роль резиденции, уступило роль социально-экономического центра Приильменья новому поселению, разросшемуся в стороне от него вокруг возникшего христианского комплекса и епископского двора (Новгородский детинец).
Укрепления продолжали разрушаться в X—XI веках, а к началу XII века уже полностью затерялись в рельефе Городища.
В начале XI века Ярослав Мудрый перенёс свою резиденцию вниз по течению Волхова к Торгу, что отразилось на снижении интенсивности жизни на Рюриковом городище. Резиденция князя Ярослава, где жил не только князь, но и его дружина, располагалась в истоке реки Волхов на окраине Славенского холма на территории ещё свободной от плотной застройки к началу XI века. Княжеская резиденция не была защищена стенами детинца и оказалась фактически в одном ряду с богатыми городскими усадьбами.
В последней трети XI века в связи со снижением княжеской роли и увеличением функций новгородского посадника, князь вынужден был снова перебраться из Новгорода на Рюриково городище, оставив за собой право на резиденцию в Новгороде.
Есть упоминание о Городище в новгородских летописях под 1103 годом в связи с постройкой по указанию новгородского князя Мстислава Благовещенского храма — второго крупного княжеского храма после Софии Новгородской. Для строительства был засыпан ров и частично снивелирован вал бывшей крепости. Храм был выстроен мастером Петром — первым русским зодчим, имя которого называют летописи, наряду с Георгиевским собором Свято-Юрьева монастыря и Никольским собором на Ярославовом дворище.
В 2003 году на Городище в слое начала XII века впервые обнаружена берестяная грамота (№ 950 по общей нумерации грамот Новгорода, она же — Городище № 1 — фрагмент письма, предположительно нескольких братьев родителям, с упоминанием князя. Кроме того было обнаружено около 15 свинцовых печатей.
В 2017 году на кусках штукатурки со стен Благовещенской церкви нашли 49 граффити, среди них — надписи глаголицей, которая к началу XII века использовалась крайне редко. Одна из надписей, содержащая молитву, возможно, является самой большой известной глаголической надписью в России.
После новгородского восстания в 1136 году, положившего конец двоевластию князя и бояр (с XI века — по начало XII века), на территории Городища находилась резиденция князя, подконтрольного новгородскому посаднику. Здесь прошло детство Александра Невского, здесь останавливались Дмитрий Донской, Василий Тёмный, Иван III и Иван Грозный. На территории городища в разное время располагалось шесть деревянных и каменных церквей, неоднократно возобновлявшихся и перестраивавшихся. Это церкви Николы на Городище, Богородицы Благовещенья, Косьмы и Дамиана, Михаила Архангела, Георгия и, вероятно, Сретения Богородицы.
В XII веке площадь городища составляла 4—7 га.
На Городище найдены берестяная грамота XII века, шесть свинцовых княжеских печатей XII—XV веков.
1194 год — неоднократные пожары на Городище и в Новгороде.
При исследовании 2005—2010 годов обнаружено 39 печатей и 6 заготовок к ним, за всё время на Городище было обнаружено более 2000 княжеских печатей XII—XIV веков. Раскопки 2007—2012 годов позволили обнаружить новые находки, в том числе скандинавские амулеты (аналогичные найдены в Дании, Швеции, Финляндии, Шлезвиг-Гольштейне и Украине), на одном из них имелись рунообразные знаки, зооморфная заклёпка для щита, подвески с сюжетами в стиле Борре, серебряные подвески с угро-мадьярским растительным узором и др.
Во время раскопок в 2003 году на Рюриковом городище в Великом Новгороде был обнаружен крупный фрагмент черепа взрослой самки обезьянки магота, датированный радиоуглеродным методом по микродозам (метод AMS) периодом между 1160 и 1220 годами. Эта находка останков Macaca sylvanus пока является для данной эпохи самой древней в Европе.
Во время осады Новгорода в 1477—1478 годах в Городище располагалась ставка Ивана III, по повелению которого архитектор Аристотель Фьораванти навёл на судах мост через Волхов от Городища к Юрьеву монастырю.

### Село Городище
Пётр I подарил село Городище Александру Меншикову, после опалы последнего оно было возвращено в казну.
После строительства Волховско-Мстинского канала, названого в 1804 году Сиверсовым, Рюриково городище оказалось разделено на две части: мыс и холм.
В конце XIX века село Городище относилось к Новгородскому уезду Новгородской губернии. Его жители занимались, преимущественно, огородничеством и рыбною ловлей.
По состоянию на 1927 год село Городищи являлось центром Городищенского сельсовета Троицкой волости новообразованных Новгородского района Новгородского округа Ленинградской области. В ноябре 1928 года, в результате реформы, из Городищенского и части Волотовского сельсоветов был образован Шолоховский сельсовет. В 1960 году Шолоховский сельсовет был упразднён, а село Городищи было передано в состав Волотовского сельсовета.
Церковь Благовещения, которая была на Городище к началу XX века, была закрыта в 1930 году. Во время Великой Отечественной войны церковь сильно пострадала (в 2019 году частично восстановленная церковь Благовещения открыта для посетителей после реставрации).
В 1999 года решением Новгородской областной Думы (Постановление № 261-ОД «О внесении изменений в городскую черту города Новгорода») территория Рюрикова городища площадью 8,5 га с населённым пунктом Городище была включена в черту города Великий Новгород.
В январе 2000 года решением Новгородской городской думы населённый пункт Городище стал именоваться «историко-географической территорией Городище».
По состоянию на 2018 год на Рюриковом городище сохраняются отдельные жилые дома. По состоянию на 2019 год жилые дома заброшены.

### Историко-географическая территория
Небольшая часть археологического объекта (включая сельское кладбище) продолжала входить в территорию Волотовского сельского поселения, имелись предложения по исключению этой территории из состава Волотовского сельского поселения и Новгородского муниципального района и её включению в состав муниципального образования — «городской округ Великий Новгород» для обеспечения возможности получить порядка 300 млн рублей на благоустройство Рюрикова Городища. Прошедшие публичные слушания не решили этот вопрос, но 28 октября 2009 года дума Новгородской области внесла изменения в ряд законов, что разрешило эту ситуацию — часть земель объекта историко-культурного наследия «Рюриково городище» отошла к территории «городского округа Великий Новгород».

## Научное изучение
Раскопки на Городище впервые произведены в 1901 году новгородским археологом Н. И. Полянским, после него относительно небольшие работы предпринимались Н. Е. Макаренко и Н. К. Рерихом, А. В. Арциховским, М. К. Каргером, С. Н. Орловым, М. Д. Полубояриновой, Н. П. Пахомовым. Раскопки, проведённые в 1928, 1935 и 1965 годах, показали наличие трёх культурных слоёв.
Систематическое изучение было начато только с 1975 года и теперь продолжается ежегодно (до 2019 года — под руководством член-корр. РАН Е. Н. Носова, затем под руководством Н. В. Хвощинской, вдовы и многолетней участницы экспедиций Е. Н. Носова). Кроме остатков поселения, существовавшего со второй половины IX века, здесь обнаружен более ранний культурный слой:
- остатки неолитической стоянки (II—III тыс. до н. э.),
- поселение раннего железного века (I тыс. до н. э.).